# Grêmio Interlagos (hóquei sobre grama e indoor)
O Grêmio Interlagos de Hóquei Sobre Grama é um clube fundado em 1996, com sede na cidade de São Paulo (SP). Além da modalidade principal (hóquei sobre a grama), o clube também pratica o hóquei indoor, Hockey-5 a side e Hockey-7 a side. O clube já revelou muitos atletas para a seleção brasileira, tanto masculina quanto feminina, além de ter conquistado títulos importantes, como o Campeonato Brasileiro de 11, o Campeonato Brasileiro Indoor e a Liga Paulista de Hockey5. Além disso, a conquista mais comemorada recentemente foi o inédito 3º lugar obtido no Campeonato Brasileiro de 11 Feminino 2016

## Títulos

### Estaduais
- Liga Paulista de Hockey5 - Masculino: 2016
- Campeonato Paulista de Hockey5 - Masculino: 2018

### Nacionais
- Campeonato Brasileiro Indoor - Masculino: 2005

## Desempenho em Competições

### Campeonato Brasileiro de 11 - 1ª divisão - masculino
| Ano  | Posição  |
| 2016 | 7º lugar |

### Campeonato Brasileiro de 11 - 1ª divisão - feminino
| Ano  | Posição |
| 2016 | Bronze  |

## Ver Também
- Gremiointerlagos.com.br/ em (Português)